# Suobbatåive-Jutsavare fjällurskog
Suobbatåive-Jutsavare fjällurskog är ett naturreservat i Jokkmokks kommun i Norrbottens län.
Området är naturskyddat sedan 2000 och är 19,8 kvadratkilometer stort. Reservatet omfattar bergen Suobbatåive, Jutsavare och Kaddåive samt en del sjöar, vattendrag och myrmarker. Reservatet består mest av granskog men även tall och inslag av lövträd. 